# Cantón Mera
Cantón Mera är en kanton i Ecuador.   Den ligger i provinsen Pastaza, i den centrala delen av landet, 140 km söder om huvudstaden Quito.